# Heinrich Giebermann
Johann Heinrich Giebermann (* 4. November 1798 in Massenheim; † 4. Dezember 1858 ebenda) war ein deutscher Landwirt und Schultheiß sowie Mitglied der Zweiten Kammer der Landstände des Herzogtums Nassau.

## Leben
Heinrich Giebermann wurde als Sohn des Landwirts und Gerichtsmannes Johann Georg Giebermann (1767–1808) und dessen Ehefrau Maria Margaretha Koch (1768–1839) geboren und übernahm den elterlichen Landwirtschaftsbetrieb. Er war in seinem Heimatort Schultheiß (heute:Bürgermeister) und erhielt in dieser Funktion im Jahre 1852 ein Mandat für die Zweite Kammer der Landstände des Herzogtuns Nassau, gewählt im Wahlkreis XXI Hochheim.
Da Giebermann das Mandat nicht annahm, wurde Ludwig Sebastian durch eine Nachwahl in das Parlament gewählt.